# クラリネット協奏曲
クラリネット協奏曲（クラリネットきょうそうきょく）は、クラリネットを独奏楽器とする協奏曲。モーツァルトは本来バセットホルンのために書いたので、ここではバセットクラリネットも含めて作品名を挙げる。

## 主な作曲家と作品
- モルター - 6曲
- J.シュターミッツ - 1曲
- C.シュターミッツ - 11曲、2本のクラリネットのための協奏曲（1曲）
- クロンマー - 1曲、2本のクラリネットのための協奏曲（2曲）
- モーツァルト - 1曲（イ長調）
- クルーセル - 3曲
- シュポーア - 4曲 (1、2、3、4)
- ウェーバー - 2曲（第1番、第2番）、小協奏曲
- メンデルスゾーン - クラリネットとバセットホルンのためのコンツェルトシュテュック（2曲）
- スタンフォード - 1曲
- ドビュッシー - 第1狂詩曲
- ブゾーニ - 1曲
- ニールセン - 1曲
- フィンジ - 1曲
- コープランド - 1曲
- フランセ　- 1曲
- ストラヴィンスキー - エボニー協奏曲
- ヒンデミット - 1曲
- アーノルド - 2曲
- E・カーター - 1曲
- ルトスワフスキ - 1曲（協奏曲とは冠していないが管弦楽伴奏の「舞踏前奏曲」）
- コリリアーノ - 1曲
- フィリップ・スパーク - 1曲
- 武満徹 - 1曲（「ファンタズマ/カントス」）
- 北爪道夫 - 1曲
- ラッヘンマン - 1曲（「アカント」）
- 西村朗 - 1曲（「カヴィラ（天界の鳥）」）